# كارل جلوسمان
كارل جولسمان (مواليد 3 يناير 1988) هو ممثل أمريكي أشتهر بدوره في أفلام العشق، شيطان النيون وحيوانات ليلية.

## الأعمال

### أفلام
- حرب أهلية (2024)

## وصلات خارجية
- كارل جولسمان على موقع IMDb (الإنجليزية)
- كارل جولسمان على موقع ألو سيني (الفرنسية)
- كارل جولسمان على موقع أول موفي (الإنجليزية)
- كارل جولسمان على موقع قاعدة بيانات الفيلم (الإنجليزية)